# Казахський шрифт Брайля
Казахський шрифт Брайля — різновид шрифту Брайля для казахської мови, створений на основі шрифту Брайля з додатковими комбінаціями точок, що відповідають деяким літерам Казах .

## Алфавіт
Від російського шрифту Брайля казахський відрізняється наявністю комбінацій, що відповідають буквам ә, ғ, қ, ң, һ, ө, ұ, ү, і. Ці комбінації не мають жодного відношення до унікальних букв інших кириличних алфавітів, незважаючи на можливі збіги, а також не відповідають повністю міжнародній латиниці.
| Літера       | А      | Ә              | У | Р   | Ғ | Д | Е | Е | Ж | З | І | Й | До |
| ------------ | ------ | -------------- | - | --- | - | - | - | - | - | - | - | - | -- |
| Шрифт Брайля |        |                |   |     |   |   |   |   |   |   |   |   |    |
| Літера       | Қ      | М \| Н         | Ң | Про | Ө | Р | З | У | Ұ | Ү |   |   |    |
| Шрифт Брайля |        |                |   |     |   |   |   |   |   |   |   |   |    |
| Літера       | Х \| Һ | \| Ч \| Ш \| Щ | Ъ | Ы   | І | Ь | Ю | Я |   |   |   |   |    |
| Шрифт Брайля |        |                |   |     |   |   |   |   |   |   |   |   |    |

## Пунктуація

### Одинарна
| Знак         | \| . | ? | ! | ; | : |
| ------------ | ---- | - | - | - | - |
| Шрифт Брайля |      |   |   |   |   |

### Парні знаки
| Знак         | «……» | ( ...... ) |
| Шрифт Брайля |      |            |

## Шрифт
| Курсив | Велика буква | Число |
| ------ | ------------ | ----- |
|        |              |       |

## Див також
- Мови Казахстану
- Казахський алфавіт